# Hanspeter Oschwald
Hanspeter Oschwald (* 12. Februar 1943 in Waldkirch im Breisgau; † 27. Juni 2015) war ein deutscher Journalist und Sachbuchautor. Bekannt wurde er vor allem durch seine langjährigen Tätigkeiten als Korrespondent der dpa in Italien und Frankreich sowie als Focus-Auslandschef und zuletzt 2001 bis 2008 als Leiter der Burda Journalistenschule in Offenburg.

## Leben
Nach dem Volontariat bei der katholischen Tageszeitung Deutsches Volksblatt, Schwabenverlag, Stuttgart, übernahm Oschwald die Presse- und Werbearbeit für den katholischen Internationalen Bauorden, Worms. Danach war er fast 23 Jahre lang dpa-Redakteur in Frankfurt, Stuttgart und Hamburg sowie dpa-Auslandskorrespondent für sechs Jahre in Rom und über acht Jahre in Paris. Nach der Rückkehr nach Deutschland 1988 zuerst Ressortleiter Außenpolitik Die Welt in Bonn, danach acht Jahre lang Auslandschef des Focus in München.
Von 2001 bis zum Ruhestand 2008 leitete er die von ihm initiierte Burda-Journalistenschule in Offenburg. 2005 übernahm er einen Lehrauftrag am Frankreich-Zentrum der Universität Freiburg zu den Themen Selbstverständnis der Journalisten, Recherche und Presserecht in Deutschland und Frankreich. Außerdem produzierte er mehrere TV-Dokumentationen über kirchliche Themen. Er gehörte von 2003 mehrere Jahre dem Aufsichtsrat des Presseverlags der Steyler Missionare an.
Oschwald lebte in Zell am Harmersbach im Ortenaukreis am Westrand des Schwarzwalds. Er hatte daneben einen Zweitwohnsitz in Rom.

## Schriften
- Himmelbett und Klosterzelle. Bruckmann, München 2010, ISBN 978-3-7654-5531-5.
- Im Namen des heiligen Vaters. Wie fundamentalistische Mächte den Vatikan steuern. Heyne, München 2010, ISBN 978-3-453-16724-7.
- Maos fromme Enkel Chinas Christen im Aufbruch. Pattloch, München 2008, ISBN 978-3-629-02187-8.
- Pius XII.: der letzte Stellvertreter; der Papst, der Kirche und Gesellschaft spaltet. Gütersloh 2008, ISBN 978-3-579-06986-9.[3]
- Spione im Vatikan: die Päpste im Visier der Geheimdienste (mit Werner Kaltefleiter). Pattloch, München 2006, ISBN 978-3-629-02126-7.
- Kloster auf Zeit. Antworten auf die 50 häufigsten Fragen. Herder, Freiburg im Breisgau/Basel/Wien 2005, ISBN 3-451-05625-9.
- Der deutsche Papst. Wohin führt Benedikt XVI. die Kirche? Piper, München u. a., 2005, ISBN 978-3-492-24792-4.
- Die Deutschen im Vatikan. Ein Report. Herder 2003, ISBN 3-451-05309-8.
- Glaube in Deutschland. Das Lexikon zu Religionen und Glaubensgemeinschaften (zusammen mit Klaus M. Lange). Meyers Lexikonredaktion in Zusammenarbeit mit der Focus-Magazin-Verl.-GmbH, Mannheim u. a., 2001, ISBN 3-411-07971-1.
- Einer gegen die Mafia. Leoluca Orlando, Bürgermeister von Palermo (= Herder/Spektrum, 4598). Herder, Freiburg u. a. 1997.[4]
- Giulio Andreotti – Aufstieg und Fall eines Mächtigen. Biographie. Herder 1996. ISBN 3-451-04519-2.
- Bibel, Mystik und Politik: die Gemeinschaft Sant’Egidio. Herder 1996. 141 S. ISBN 3-451-26494-3.
- Abbé Pierre: Herausforderung für die Etablierten. Herder 1995, ISBN 3-451-04415-3.
- Zeit für Klöster, Bucher, München 2003, ISBN 3-7658-1326-5.
- Zeit für Klöster, Bruckmann, München 2008, ISBN 978-3-7654-4872-0.
- Der Klosterurlaubsführer. Herder, Freiburg 2000, ISBN 3-451-04838-8.
- Vatikan – Die Firma Gottes. Piper, München 1998, ISBN 3-492-03997-9.
- Identität von unten, Knecht. Frankfurt 1999, ISBN 3-7820-0820-0.